# 廣播電視歌曲輔導小組
廣播電視歌曲輔導小組成立於1974年，為中華民國行政院新聞局的任務編組單位，其法源為1955年行政院新聞局發布的《動員戡亂時期無線電廣播管制辦法》。1976年，又增加《廣播電視法》為執法法源。
該小組權責十分廣泛，廣自廣播電台或電視台設立、股權分配、節目內容均納入管理的範圍，亦有禁止公開演唱禁歌的審議禁制權。若歌星於廣播電台或電視台等公開場所演唱禁歌，將會被該小組監看人員扣押或吊銷其歌唱演員核可證件（工作證），強制剝奪演出資格。
除此，臺灣戒嚴時期，隸屬於中華民國政府箝制言論重要單位的該小組亦有「應逐年減少使用方言播音」的推廣任務。1982年－1983年間，行政院新聞局局長宋楚瑜任內，該小組擴權至負責取締地下電台、管理錄影帶，更對三家無線電視台（即今老三台）的綜藝節目開始實施「先審後播」的絕對監控。
1987年蔣經國政府解嚴之後，該小組權力日漸衰微，行政院新聞局以其他編組替代該小組。